# Канал 5
Канал 5 je хрватска комерцијална телевизија, која емитује кроз мрежу MAXtv и B.net, у Сплиту, Загребу и Осијеку. Главно средиште телевизије је у Сплиту. Програм је покренут 14. фебруара 2004. године и на њему се емитују разне теленовеле, емисије и филмови.